# 日本舞踊
日本舞踊（にほんぶよう）は、日本のいわゆる伝統的な踊りの総称である。日本の伝統的なダンスである舞（まい）と踊（おどり）を合わせたもの。

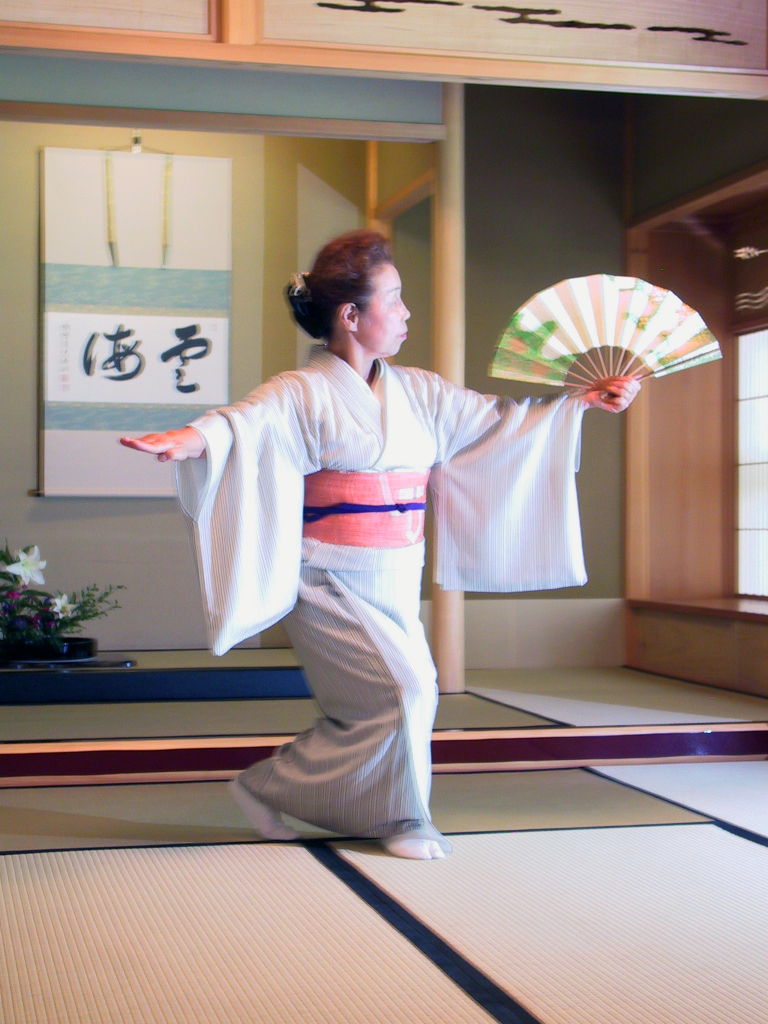
日本舞踊の一例

## 広義の日本舞踊（「日本の舞踊」）

### 概要
「舞踊」とは、明治のはじめに劇作家の坪内逍遥と福地桜痴が考案した翻訳造語の一つで、本来は英語の dance の和訳にあたる。
造語の種類としては「田畑」や「恋愛」と同じ複合語にあたり、日本語の「舞」（まひ）と「踊」（をどり）の二字を結合したもの。逍遥が自著『新楽劇論』（明治37年）でこの語を多用したことから読者を通じて一般に広まった。
やがて日本伝統の「舞踊」をダンスの翻訳語である「舞踊」と区別する必要性から、「日本の舞踊」という表現が用いられるようになり、これが定着して今日に至る。
戸部銀作は日本舞踊について「日本舞踊には、大ざっぱにいっても、心、性根、表現、形、動き、間、位置、流れの八つの目的がある。だが、いくつ目的があり要素があっても、究極は演者の『心』を演じるものである」と述べている。反面、日本舞踊は演じられる役柄に応じて、動作の細部まで様式的な型が定められている。

### 日本の舞踊の種類
日本の伝統的な舞踊は、舞い・踊り・振りの三要素によって構成される。それぞれの要素はオーバーラップしており、峻別することはできない。

#### 舞い
荘重な歌や音楽に合わせて、摺り足や静かな動作で舞台を廻るもの。心の内面を水平的な動作で表現し、呪術的要素が強い。貴族的で、舞台芸能として長い歴史をもつ。
- 宮廷の祭祀に奉納されるもの
  - 雅楽（ががく）
  - 舞楽（ぶがく）
- 民間の祭礼において披露されるもの
  - 神楽（かぐら）
  - 田楽（でんがく）
- 歌＋舞の様式をとるもの
  - 猿楽（さるがく）
  - 白拍子（しらびょうし）
  - 延年（えんねん）
  - 曲舞（くせまい）
  - 幸若舞（こうわかまい）
- 舞台演劇化したもの
  - 能楽（のうがく）

#### 踊り
軽快な歌や音楽に合わせて、意味を伴う肉体的動作を律動的に表現する。新仏教の興隆とともに特に鎌倉時代になって発達した。
- 民衆の娯楽として発達したもの
  - 念仏踊り（ねんぶつおどり）
  - 盆踊り（ぼんおどり）
    - 阿波踊り（あわおどり）
    - 郡上踊り（ぐじょうおどり）
    - 西馬音内踊り（にしもないおどり）
    - その他各地に多数

#### 振り
歌や音楽に合わせて、日常的な動きやしぐさを舞踊として表現するもの。演劇的要素が強く、江戸時代に歌舞伎や人形浄瑠璃の発達にともなって派生した。
- 屏風を立てた座敷で舞うもの
  - 上方舞（かみがたまい）

- 舞台演劇化したもの
  - 歌舞伎舞踊（かぶきぶよう）
    - 所作事ともいう。浄瑠璃や長唄を伴奏に使って踊る。浄瑠璃は竹本・常磐津・清元などを使い、物語性が濃い。長唄の所作事は曲に合わせての動作の面白さを見せるところがある。

#### その他
比較的新しい舞踊として以下のものがある。
- 日本武術を舞踊化したもの
  - 棒の手（ぼうのて）
  - 剣舞（けんぶ）
  - 詩舞（しぶ）
- 近代以降の舞踊
  - 新舞踊（しんぶよう）
  - 歌謡舞踊（かようぶよう）
  - 吟詠剣詩舞（ぎんえい けんしぶ）

## 狭義の日本舞踊（「日本舞踊」「舞踊」）

### 概要
日本舞踊には、現在200を越える流派が存在する。その中でも特に、西川流・藤間流・坂東流・花柳流・若柳流を「五大流派」と呼んでいる。

### 日本舞踊の主な流派
嘉永5年（1852年）に発行された番付には14流派が掲載されたが、大正時代に急増。第二次世界大戦後に分派化、創流がいっそう進み、日本舞踊協会加入が約120、未加入や新舞踊の流派を加えるとおびただしい数にのぼる。
以下は「日本舞踊」「舞踊」の流派のみ記載。その他の流派については、「日本舞踊の流派一覧」を参照。
上方舞などの流派については、「上方舞」、「新舞踊」を参照。

### 五大流派
「五大流派」と呼ばれる流派は以下の通り。
西川流（にしかわりゅう）
元禄年間(1688年～1704年)に初代西川仙蔵が流派を興し、二代目以後、宗家家元は代々西川扇蔵を名乗る。300年の歴史をもち、多くの流派の源流となっている。10世西川扇蔵は人間国宝である。
藤間流（ふじまりゅう）
宝永年間(1704年～1710年)に初代藤間勘兵衛が創始。のち茅場町の勘十郎家と浜町の勘右衛門家に分かれる。また勘右衛門家からは三世藤間勘右衛門（七代目松本幸四郎）が出て松本流を派生させている。
坂東流（ばんどうりゅう）
化政期(1804年～1830年)を代表する歌舞伎役者、三代目坂東三津五郎を流祖とする。三代目三津五郎は江戸歌舞伎きっての舞踊の名手で、所作事に多くの名作を残した。単に踊るだけのそれではなく、作品を常に演劇的にとらえ、“演じる”ことを大切に扱うところに特徴。
花柳流（はなやぎりゅう）
嘉永2年(1849年)、花柳壽輔が創始。花柳壽輔は西川流四代目西川扇蔵に学び、歌舞伎舞踊の振付師として重きをなした。初め子女の習い事として浸透したが、現在では組織力の強さで名取約1万5000名を擁する最大の流派となっている。
若柳流（わかやぎりゅう）
明治26年(1893年)、初代花柳壽輔の門から出た花柳芳松が若柳吉松（のち若柳壽童）と改名して創始。花柳界で発展したため手振りが多く、品のある舞踊である。